# Danny McGrain

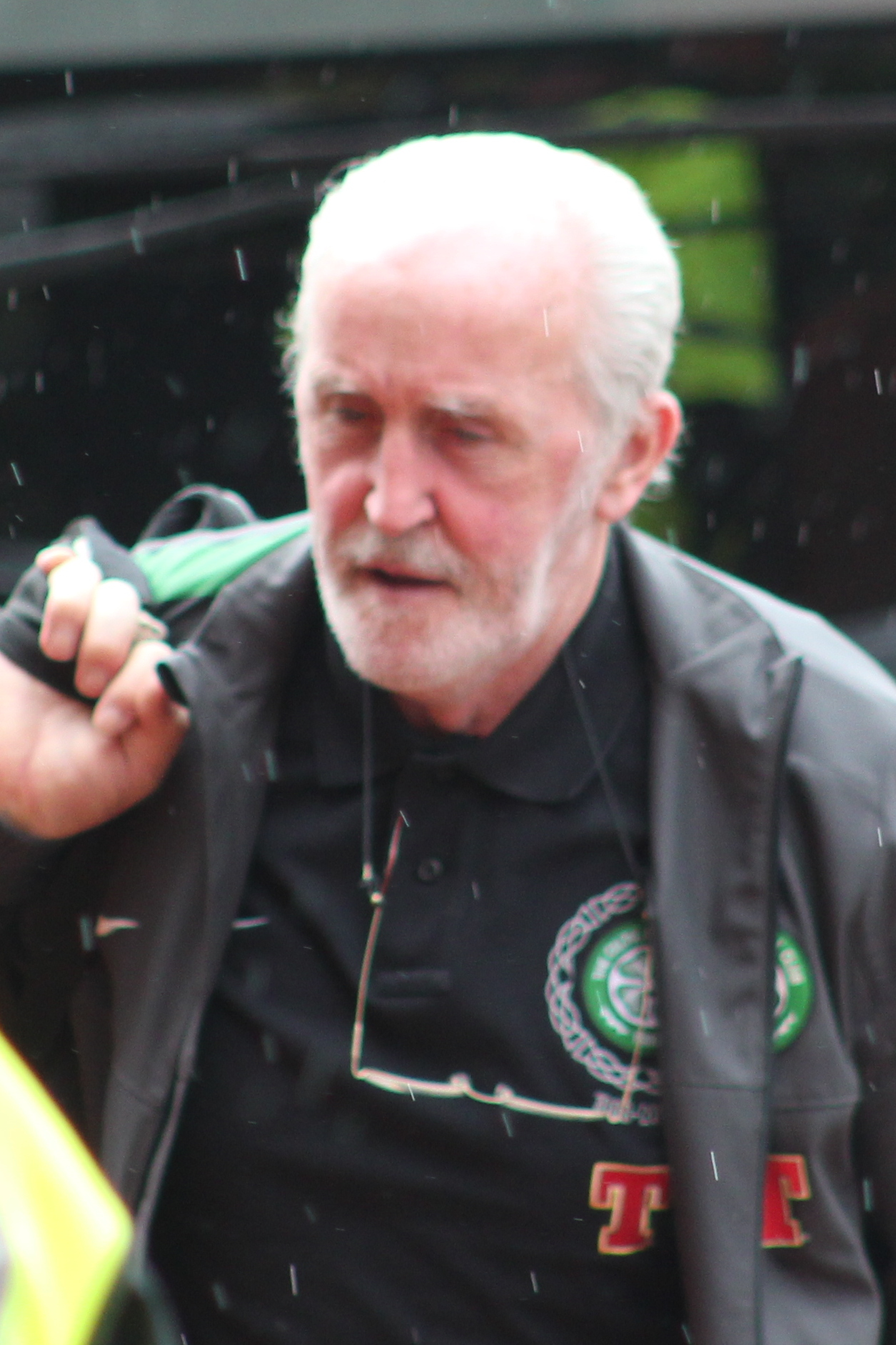
Danny McGrain

Daniel Fergus "Danny" McGrain (1 de Maio de 1950, Glasgow) é um ex-jogador de futebol escocês que jogou pelo Celtic na defesa. Ele fez 657 jogos, marcando 8 gols. Ele também é um ex-jogador da seleção nacional da Escócia.